# Lioré et Olivier H-246
Sud-Est LeO H-246 là một loại tàu bay 4 động cơ của Pháp trong thập niên 1930.

## Quốc gia sử dụng
Pháp
- Air France: 6 chiếc.
- Hải quân Pháp

 Chính phủ Vichy
- Không quân Chính phủ Vichy

 Germany
- Luftwaffe: 4 chiếc tịch thu từ Pháp.

## Tính năng kỹ chiến thuật (H-246.1)
Dữ liệu lấy từ The Encyclopedia of World Aircraft
Đặc điểm tổng quát
- Kíp lái: 4-5
- Sức chứa: 26 hành khách hoặc21 lính[2] hoặc 14 kiện hàng[2]
- Chiều dài: 21,17 m (69 ft 5½ in)
- Sải cánh: 31,72 m (104 ft 0¾ in)
- Chiều cao: 7,15 m (23 ft 5½ in)
- Diện tích cánh: 131,0 m² (1.410 sq ft)
- Trọng lượng rỗng: 9.800 kg (21.605 lb)
- Trọng lượng cất cánh tối đa: 15.000 kg (33.069 lb)
- Động cơ: 4 × Hispano-Suiza 12Xirs, 720 hp (537 kW)  mỗi chiếc

 Hiệu suất bay 
- Vận tốc cực đại: 330 km/h (178 knot, 205 mph)
- Vận tốc hành trình: 255 km/h (138 knot, 158 mph[3])
- Tầm bay: 2.000 km (1.080 nmi, 1.242 mi)
- Trần bay: 7.000 m (22.965 ft)